# 지서윤
지서윤(1982년 7월 13일 ~ )은 대한민국의 배우이다.

## 학력
- 중부대학교

## 출연작품
| 드라마    | 드라마                      | 드라마    | 드라마      |
| 연도      | 제목                        | 역할      | 비고        |
| --------- | --------------------------- | --------- | ----------- |
| 2003~2004 | 무인시대                    |           | KBS1 사극   |
| 2004년    | 북경, 내 사랑               |           | KBS2 드라마 |
| 2005~2006 | 사랑도 리필이 되나요?       |           | KBS2 시트콤 |
| 2012년    | 각시탈                      | 탸사 역   | KBS2 드라마 |
| 2013년    | 특수사건 전담반 TEN 2       | 김민선 역 | OCN 드라마  |
| 2013년    | 천명 - 조선판 도망자 이야기 |           | KBS2 사극   |
| 2014년    | 왕의 얼굴                   | 홍숙용 역 | KBS2 사극   |

| 영화   | 영화                    | 영화           | 영화     |
| 연도   | 제목                    | 역할           | 비고     |
| ------ | ----------------------- | -------------- | -------- |
| 2005년 | 연애술사                | 새 여선생님 役 |          |
| 2006년 | 미녀는 괴로워           | 가수 아미 役   |          |
| 2010년 | 노르웨이의 숲           | 명숙 役        |          |
| 2013년 | 배꼽                    | 호텔리어 딸 役 |          |
| 2019년 | 아직 사랑하고 있습니까? | 현주 役        | 우정출연 |

## 앨범
- 2012년 각시탈 OST (청홍)